# Canton de Montpellier - Castelnau-le-Lez
Le canton de Montpellier - Castelnau-le-Lez est une circonscription électorale française du département de l'Hérault créée par le décret du 26 février 2014 et entrée en vigueur lors des premières élections départementales suivant la publication du décret.

## Histoire
Un nouveau découpage territorial de l'Hérault (département) entre en vigueur à l'occasion des élections départementales de 2015. Il est défini par le décret du 26 février 2014, en application des lois du 17 mai 2013 (loi organique 2013-402 et loi 2013-403). Les conseillers départementaux sont, à compter de ces élections, élus au scrutin majoritaire binominal mixte. Les électeurs de chaque canton élisent au Conseil départemental, nouvelle appellation du Conseil général, deux membres de sexe différent, qui se présentent en binôme de candidats. Les conseillers départementaux sont élus pour 6 ans au scrutin binominal majoritaire à deux tours, l'accès au second tour nécessitant 12,5 % des inscrits au 1er tour. En outre la totalité des conseillers départementaux est renouvelée. Ce nouveau mode de scrutin nécessite un redécoupage des cantons dont le nombre est divisé par deux avec arrondi à l'unité impaire supérieure si ce nombre n'est pas entier impair, assorti de conditions de seuils minimaux. Dans l'Hérault, le nombre de cantons passe ainsi de 49 à 25.
Le canton de Montpellier - Castelnau-le-Lez est formé de communes des anciens cantons de Castelnau-le-Lez (1 commune), de Montpellier 2e Canton (2 communes) et de Castries (1 commune). Le canton est entièrement inclus dans l'arrondissement de Montpellier. Le bureau centralisateur est situé à Montpellier.

## Représentation
| Période élective | Période élective | Mandat | Mandat   | Identité            | Nuance | Nuance | Qualité |
| ---------------- | ---------------- | ------ | -------- | ------------------- | ------ | ------ | --- |
| 2015             | 2021             | 2015   | 2021     | Renaud Calvat       |        | PS     | Maire de Jacou Vice-président du Conseil départemental de l'Hérault Délégué à l’éducation et à la culture                                                   |
| 2015             | 2021             | 2015   | 2021     | Dominique Nurit     |        | PS     | Psychothérapeute Conseillère municipale de Castelnau-le-Lez                                                                                                 |
| 2021             | 2028             | 2021   | en cours | Renaud Calvat       |        | PS     | Maire de Jacou 14ème Vice-président délégué à l’éducation et aux collèges Conseiller métropolitain 1er vice-président de Montpellier Méditerranée Métropole |
| 2021             | 2028             | 2021   | en cours | Jacqueline Markovic |        | DVG    | Consultante en communication numérique |

Jacqueline Markovic a quitté Les Écologistes. Elle est à Place publique depuis juin 2025.

### Résultats détaillés

#### Élections de mars 2015
À l'issue du 1er tour des élections départementales de 2015, deux binômes sont en ballottage : Francine Cooper-Cazaban et Frédéric Lafforgue (UMP, 30,39 %) et Renaud Calvat et Dominique Nurit (PS, 29,63 %). Le taux de participation est de 50,73 % (19 551 votants sur 38 536 inscrits) contre 51,87 % au niveau départemental et 50,17 % au niveau national.
Au second tour, Renaud Calvat et Dominique Nurit (PS) sont élus avec 50,57 % des suffrages exprimés et un taux de participation de 51 % (9 195 voix pour 19 655 votants et 38 536 inscrits).

#### Élections de juin 2021
Le premier tour des élections départementales de 2021 est marqué par un très faible taux de participation (33,26 % au niveau national). Dans le canton de Montpellier - Castelnau-le-Lez, ce taux de participation est de 34,22 % (14 038 votants sur 41 026 inscrits) contre 33,27 % au niveau départemental. À l'issue de ce premier tour, deux binômes sont en ballottage : Renaud Calvat et Jacqueline Markovic (Union à gauche avec des écologistes, 45,95 %) et Nicolas Lauron et Jamila Moukrim (Droite souverainiste, 20,9 %).
Le second tour des élections est marqué une nouvelle fois par une abstention massive équivalente au premier tour. Les taux de participation sont de 34,36 % au niveau national, 34,7 % dans le département et 35,22 % dans le canton de Montpellier - Castelnau-le-Lez. Renaud Calvat et Jacqueline Markovic (Union à gauche avec des écologistes) sont élus avec 75,2 % des suffrages exprimés (10 142 voix pour 14 450 votants et 41 028 inscrits),,.

## Composition
| Nom                                      | Code Insee | Intercommunalité                   | Superficie (km2) | Population (dernière pop. légale)                 | Densité (hab./km2) | Modifier                                    |
| ---------------------------------------- | ---------- | ---------------------------------- | ---------------- | ------------------------------------------------- | ------------------ | ------------------------------------------- |
| Montpellier (bureau centralisateur)      | 34172      | Montpellier Méditerranée Métropole | 56,88            | Fraction : 25 999 (2022) Commune : 307 101 (2022) | 5 399              | modifier les données · modifier les données |
| Castelnau-le-Lez                         | 34057      | Montpellier Méditerranée Métropole | 11,18            | 25 404 (2022)                                     | 2 272              | modifier les données · modifier les données |
| Clapiers                                 | 34077      | Montpellier Méditerranée Métropole | 7,69             | 6 010 (2022)                                      | 782                | modifier les données · modifier les données |
| Jacou                                    | 34120      | Montpellier Méditerranée Métropole | 3,43             | 6 964 (2022)                                      | 2 030              | modifier les données · modifier les données |
| Montferrier-sur-Lez                      | 34169      | Montpellier Méditerranée Métropole | 7,70             | 4 117 (2022)                                      | 535                | modifier les données · modifier les données |
| Canton de Montpellier - Castelnau-le-Lez | 3420       |                                    |                  | 68 494 (2022)                                     |                    | modifier les données                        |

Le canton de Montpellier - Castelnau-le-Lez comprend :
1. quatre communes entières,
2. la partie de la commune de Montpellier non incluse dans les cantons de Montpellier-1, de Montpellier-2, de Montpellier-3, de Montpellier-4 et de Montpellier-5.

## Démographie
En 2022, le canton comptait 68 494 habitants, en évolution de +15,74 % par rapport à 2016 (Hérault : +7,49 %, France hors Mayotte : +2,11 %).
| 2013   | 2018   | 2022   |
| ------ | ------ | ------ |
| 56 443 | 62 579 | 68 494 |